# Nicola McGivern
Nicola McGivern (Stirling, 7 de diciembre de 1966) es una jinete británica que compitió en la modalidad de doma.
Ganó una medalla de bronce en el Campeonato Europeo de Doma de 2003, en la prueba por equipos. Participó en los Juegos Olímpicos de Atenas 2004, ocupando el séptimo lugar en la misma prueba.

## Palmarés internacional
| Campeonato Europeo | Campeonato Europeo      | Campeonato Europeo | Campeonato Europeo |
| Año                | Lugar                   | Medalla            | Categoría          |
| ------------------ | ----------------------- | ------------------ | ------------------ |
| 2003               | Hickstead (Reino Unido) | Medalla de bronce  | Por equipos        |